# Kowalanka
Kowalanka – wieś w Polsce, w województwie mazowieckim, w powiecie radomskim, w gminie Wolanów. Ma status sołectwa.
Do 2023 miejscowość była częścią wsi Wolanów.
W latach 1975–1998 miejscowość należała administracyjnie do województwa radomskiego.
Wierni Kościoła rzymskokatolickiego należą do parafii św. Doroty w Wolanowie.